# Шакулово (Канаський район)
Шаку́лово (рос. Шакулово, чув. Шаккăл) — село у складі Канаського району Чувашії, Росія. Адміністративний центр Шакуловського сільського поселення.
Населення — 417 осіб (2010; 533 у 2002).
Національний склад:
- чуваші — 95 %